# Neoconger mucronatus
Espèce
Neoconger mucronatus est une espèce de poissons téléostéens serpentiformes.